# واين دبليو. لامبرت
واين دبليو. لامبرت (بالإنجليزية: Wayne W. Lambert)‏ هو قائد عسكري أمريكي، ولد في 3 يناير 1936 في بينبردج في الولايات المتحدة.